# Katarina Roxon
Katarina Mirabelle Roxon (5 de abril de 1993) es una campeona paralímpica de natación canadiense.

## Carrera
Su padre y entrenador, Leonard Roxon, dejó Vellore, India para mudarse a Canadá con su esposa Lisa en 1990. Ha acumulado varias medallas en distintos campeonatos. 
En 2016 ganó una medalla de oro en los 100 metros pecho de los Juegos Paralímpicos de Verano 2016 en Río de Janeiro y fue la única representante de Canadá en las clasificaciones de discapacidad S9, SB8 y SM9. 
En 2017, participó en el evento de 200 metros del Campeonato de Natación de Canadá y ganó dos medallas, una de las cuales fue de oro.

## Palmarés
- Juegos Paralímpicos de 2008 100-m pecho, duodécimo lugar
- Juegos de la Mancomunidad de 2010, sexto lugar en estilo libre de 50 m, quinto en estilo libre de 100 m y 100 m mariposa
- Juegos Paralímpicos de 2012, quinto lugar 100 m pecho
- Juegos de la Mancomunidad de 2014, quinto lugar en los 100 m pecho y 200 m Medley individual
- Campeonatos de Para-Natación Pan Pacific de 2014, segundo lugar en 200 m individual
- Campeonatos de para-natación Pan Pacific de 2014, primer lugar en los 100 m pecho
- Campeonato de natación de pista corta de la costa este de 2015 - Récord mundial 200 m Mariposa[5]

## Reconocimientos
Fue incluida en la "Lista de mujeres más influyentes de 2016" de la Asociación Canadiense para el Avance de la Mujer y el Deporte y la Actividad Física.
Su imagen junto a  amigos y compañeros medallistas en el podio de los Juegos Paralímpicos de Río 2016 fue seleccionada como una de las 52 mejores fotos de los Juegos Paralímpicos de Río por la revista Business Insider.
Katarina fue seleccionada para el Mes de la Historia de la Mujer en Canadá como una de las mujeres más influyentes que está haciendo historia en Terranova y Labrador y en Canadá.
Es una heroína de la comunidad en la provincia de Terranova y Labrador.
En 2016 fue oradora en el Easter Seals Canada.
En 2018, fue nombrada miembro de la Orden de Terranova y Labrador.

## Legado
La Katarina Roxon way en la  ruta 490 de la autopista lleva su nombre en su honor.